# Monique Jean
Monique Jean est une compositrice canadienne de musique électroacoustique née le 17 avril 1960 à Caraquet, au Nouveau-Brunswick.
Monique Jean vit et travaille à Montréal. Elle a étudié la composition électroacoustique à l'Université de Montréal, sous la supervision de Francis Dhomont.
En addition à ses compositions acousmatiques, ses travaux sont régulièrement associés à des vidéos et des films expérimentaux, à de la danse ou encore à des installations. Sa symphonie portuaire L'Appel des machines soufflantes, une commande de Radio-Canada, fut créée en mars 1998 au Port de Montréal. Au cours de l'année 1999, elle fut également invitée à l'occasion de la série de concerts Rien à voir organisée par Réseaux (Montréal).

## Enregistrements
- 2018 : Troubles[1] chez Empreintes DIGITALes
- 2012 : Greffes[2]
- 2003 : L'adieu au s.o.s.[3] (empreintes DIGITALes, IMED 0366, 2003)

## Inventaire des Œuvres
- 13'13 pour voix défigurées (1997)
- L'Appel des machines soufflantes (1998), symphonie portuaire pour sirènes de bateaux, train et clocher d’église
- Danse de l'enfant esseulée (1999)
- Embrace (1994)
- Figures du temps (1998-99)
- Fils de chien (1996)
- IF (1995)
- [improvisation] (2005)
- Lacrimous (1996)
- low memory #1 (2000)
- low memory #2 (2001), flûte basse, piccolo et bande 4 pistes
- low memory #3 (2005), clarinettes basse en mi bémol, traitement et sons fixés
- Point d'attaches ou les infidélités rotatives (2003), installation sonore
- Ricochets (2000), saxophone ténor et traitement
- Stabile (2003), quatuor de saxophones, traitement et bande